# Barbu d'Anvers
La barbu d'Anvers est une race naine de poule domestique.

## Origine
La barbu d'Anvers a été sélectionné au XIXe siècle en Belgique.

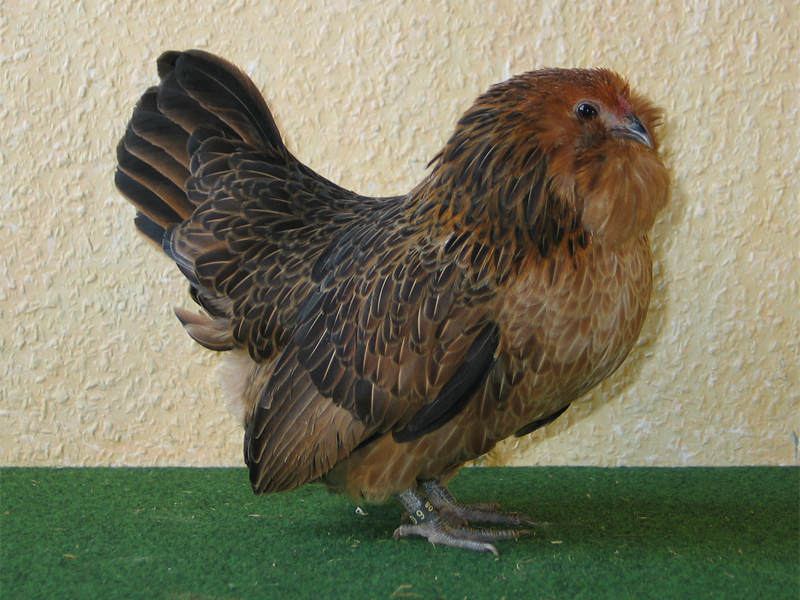
Poule de couleur caille doré.

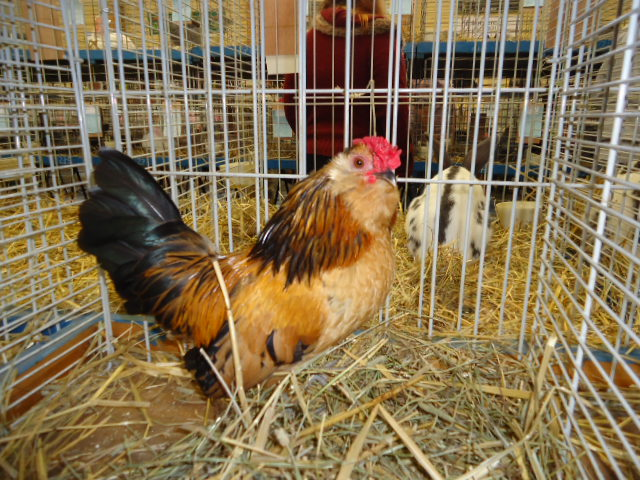
Coq barbu d'Anvers caille doré.

## Description
La barbu d'Anvers est une volaille de petit format. elle est courte, large, basse et asymétrique. Comme son nom l'indique, elle porte une barbe qui doit être forte et trilobée. L'attitude est fière et redressée.
Il existe une forme sans queue du barbu d'Anvers appelé barbu de Grubbe.
Plusieurs couleurs sont représentées ci-dessous.

## Standard
- Crête : frisée
- Oreillons : cachés par les favoris
- Yeux : couleur suivant la variété
- Couleur de la peau : blanche
- Tarses : couleur suivant la variété
- Variétés reconnues : blanc, bleu, bleu liseré, fauve, gris perle, noir, rouge, coucou, saumon argenté, saumon doré, saumon blanc doré, saumon bleu doré, caille, caille bleu, caille argenté, caille gris perle argenté, caille bleu argenté, bleu caillouté blanc, gris perle caillouté blanc, noir caillouté blanc, porcelaine blanc doré, mille fleurs, porcelaine isabelle, blanc herminé noir, blanc herminé bleu, fauve herminé noir, fauve herminé bleu, argenté liseré noir, fauve à queue noire

## Galerie de photos

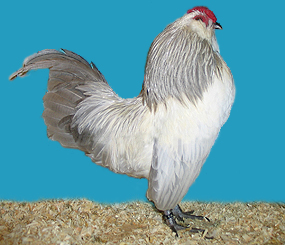
Coq barbu d'Anvers blanc herminé bleu.
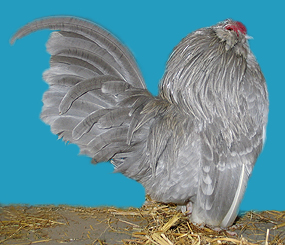
Coq barbu d'Anvers gris perle caillouté blanc.
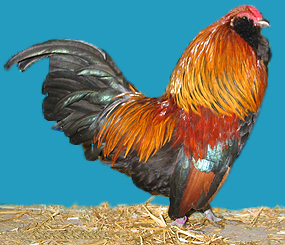
Coq barbu d'Anvers saumon doré.
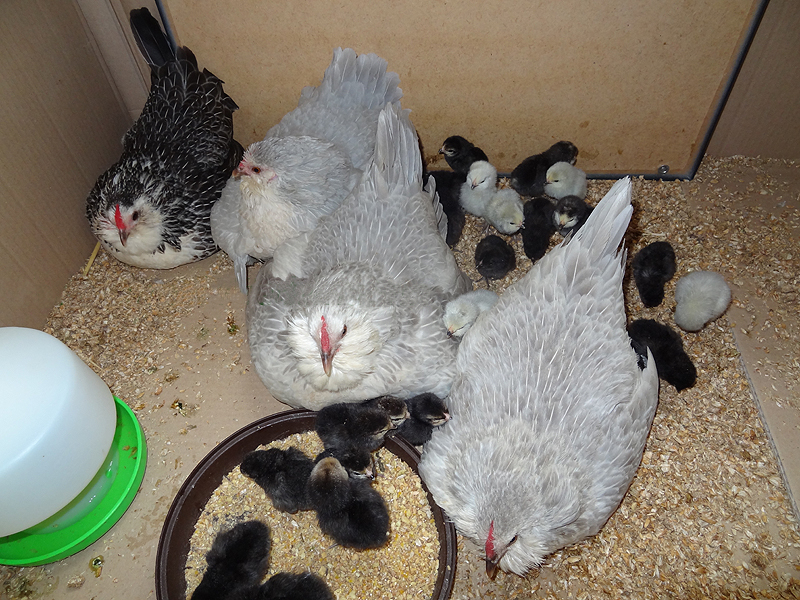
Poules barbues d'Anvers caille gris perle argenté (au centre) et caille argenté (en haut à gauche).
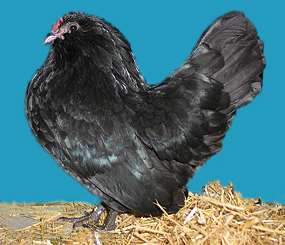
Poule barbue d'Anvers noire.